# Mino da Fiesole

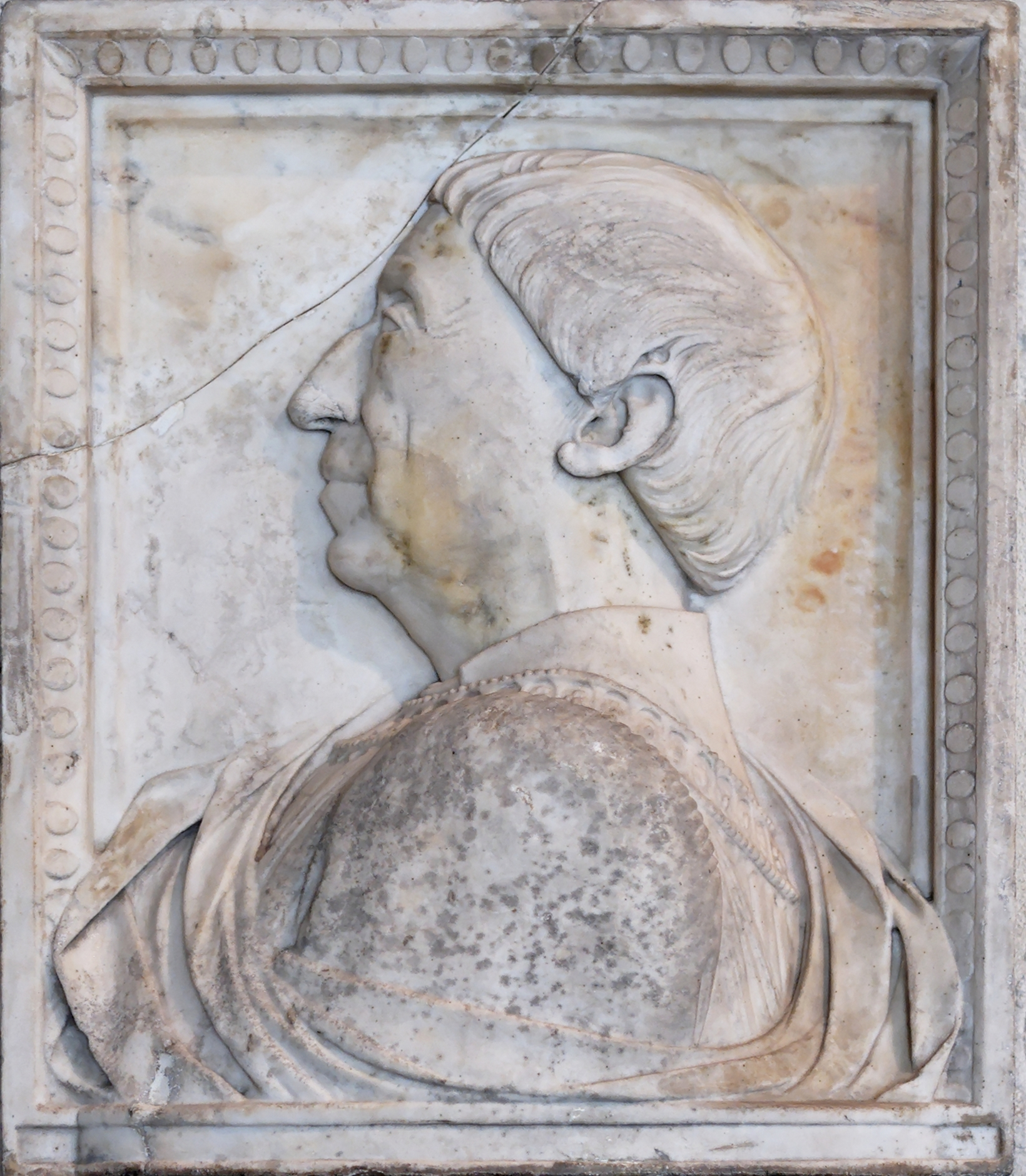
Portret van Alfons I van Napels (ook bekend als Alfons V van Aragón)

Mino da Fiesole, volledige naam Mino di Giovanni Mini da Poppi, (Poppi, Arezzo, 1429 – Florence, 1484) was een Italiaans beeldhouwer uit de vroege renaissance, die bekendstaat om zijn fraaie bustes en altaren.
Zijn naam verwijst naar het Toscaanse Fiesole.
Zijn werk werd beïnvloed door zijn vroegere meesters Desiderio da Settignano en Antonio Rossellino. Hij verbleef in Rome van 1459 tot 1464 en van 1473 tot 1480.
Zijn werk wordt gekenmerkt door een groot talent voor het weergeven van details, alsook zijn diepe devotie en sterk geloof in God. Van zijn vroegste werk is het altaar en de graftombe van bisschop Salutati in de duomo van Fiesole het bekendst.
In de Badia van Florence zijn een altaar en de graftombe van Bernardo Giugni (1466), gebeeldhouwd in wit marmer met levensgrote engelen.
Zijn grootste en indrukwekkendste werk, dat zijn fenomenaal artistiek talent uitdrukt, zijn de muurmonumenten in de kerk van een benedictijnerklooster, de Badia, in Florence.
In 1473 vertrok hij naar Rome. Het is twijfelachtig of alle monumenten die aan hem worden toegeschreven werkelijk door hem gebeeldhouwd werden.
Er is geen twijfel over de graftombe van de Florentijn Francesco Tornabuoni in de Santa Maria sopra Minerva, de resten van het monument voor paus Paulus II in de crypte van de Sint-Pietersbasiliek, en het prachtige kleine marmeren tabernakel voor de heilige oliën in de Santa Maria in Trastevere met de inscriptie Opus Mini.

## Afbeeldingen

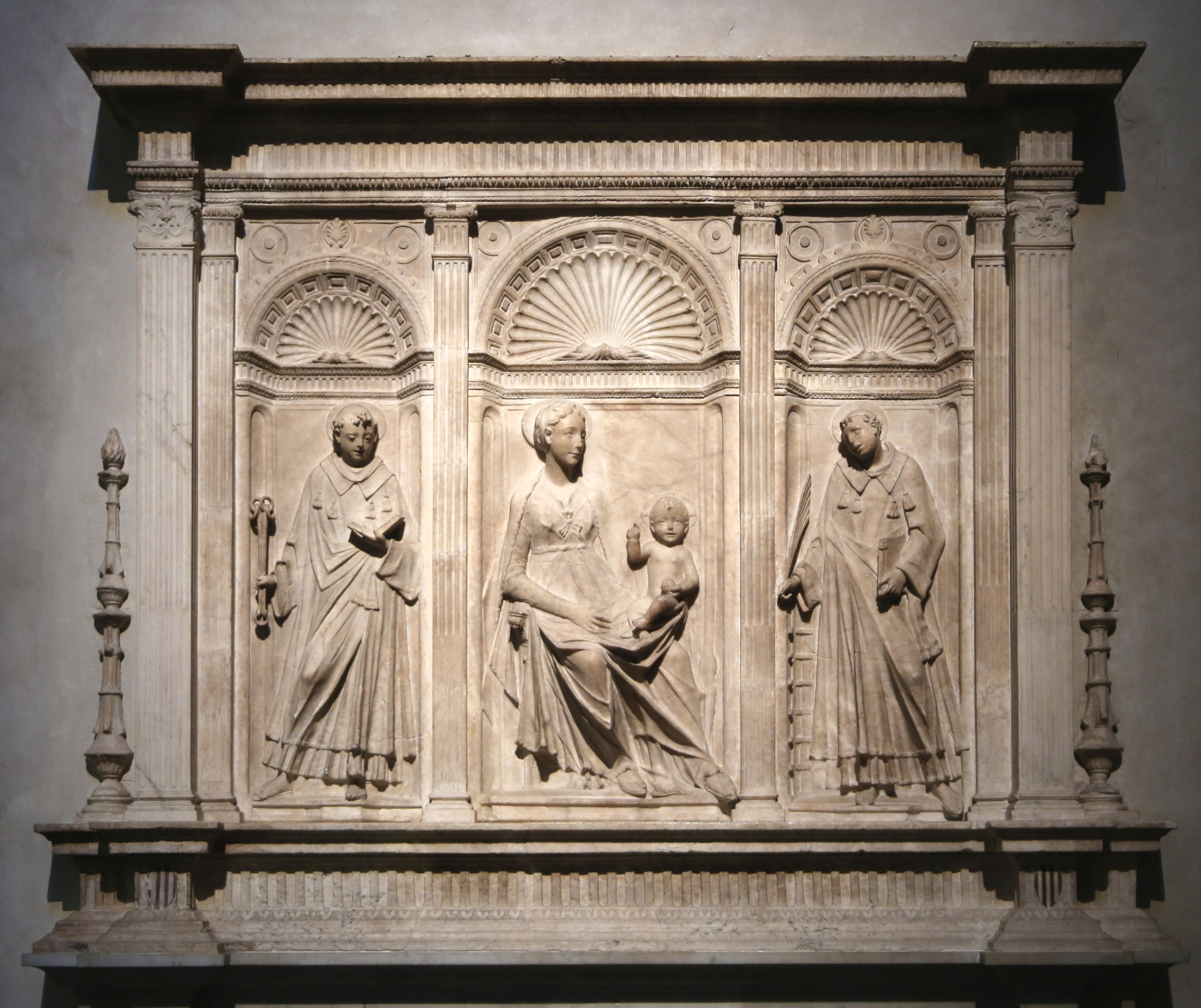
Badia van Florence
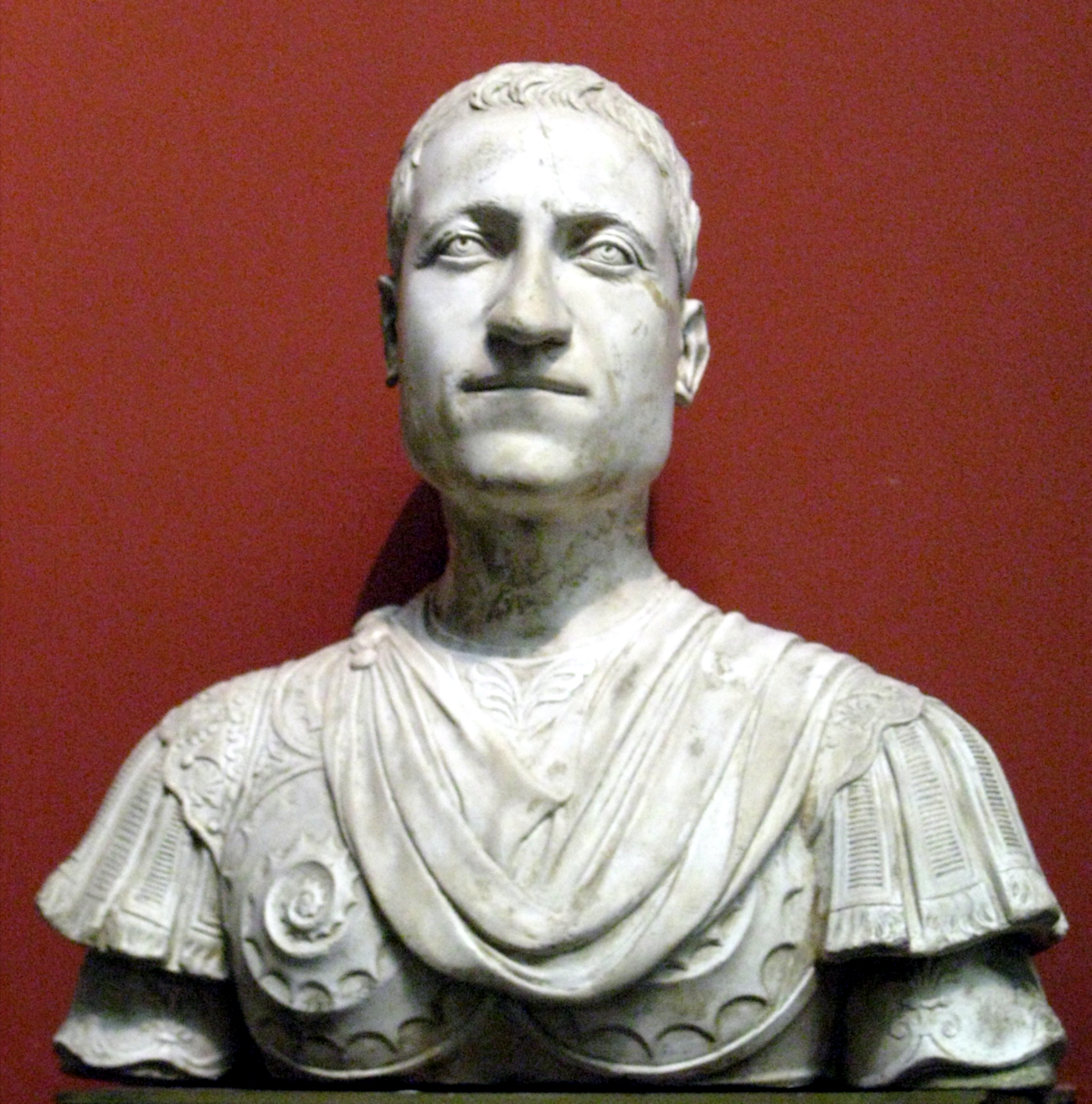
Medici Familie: Giovanni, zoon van Cosimo de Medici
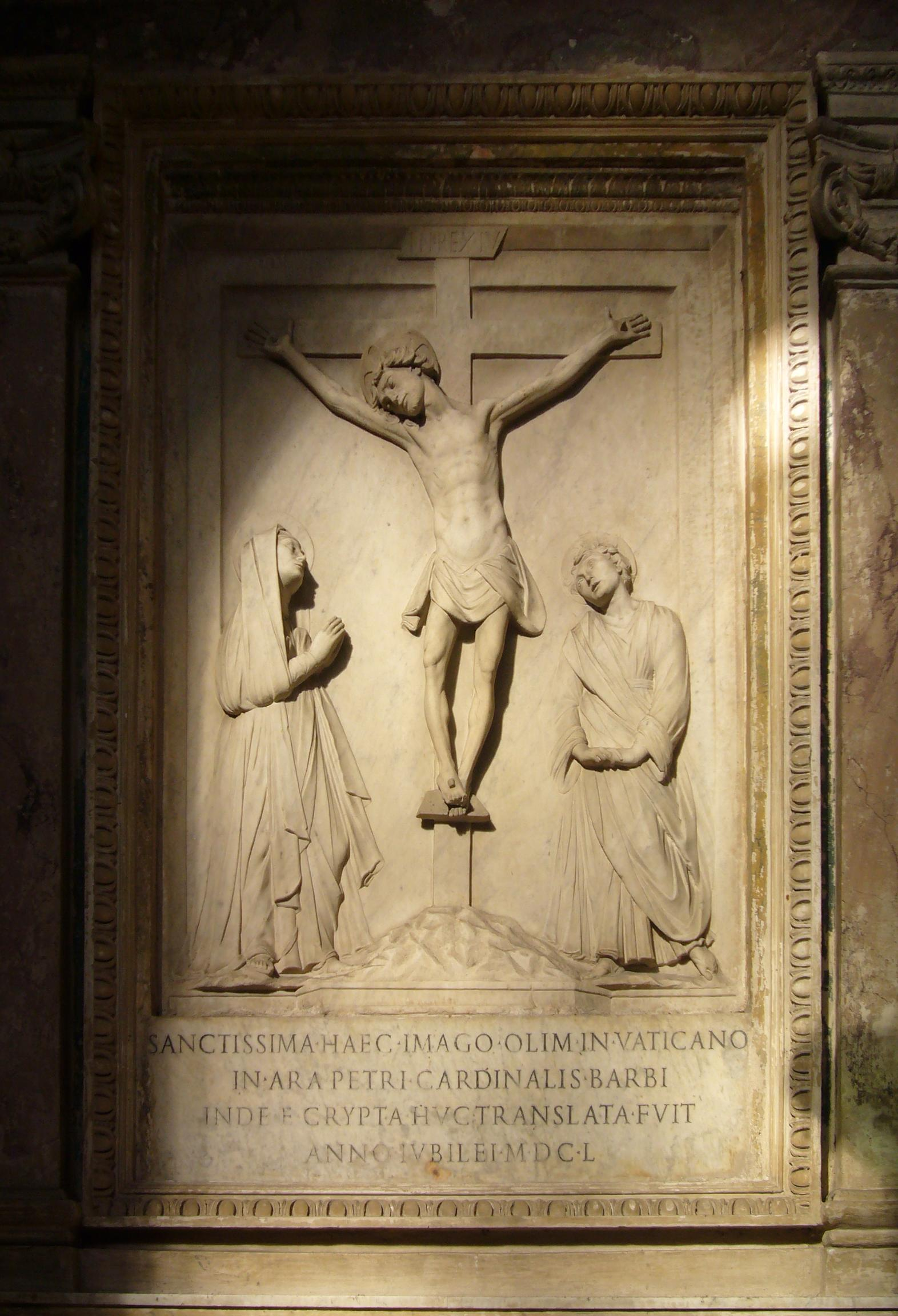
Santa Balbina kerk: Kruisiging voor het monument van paus Paulus II
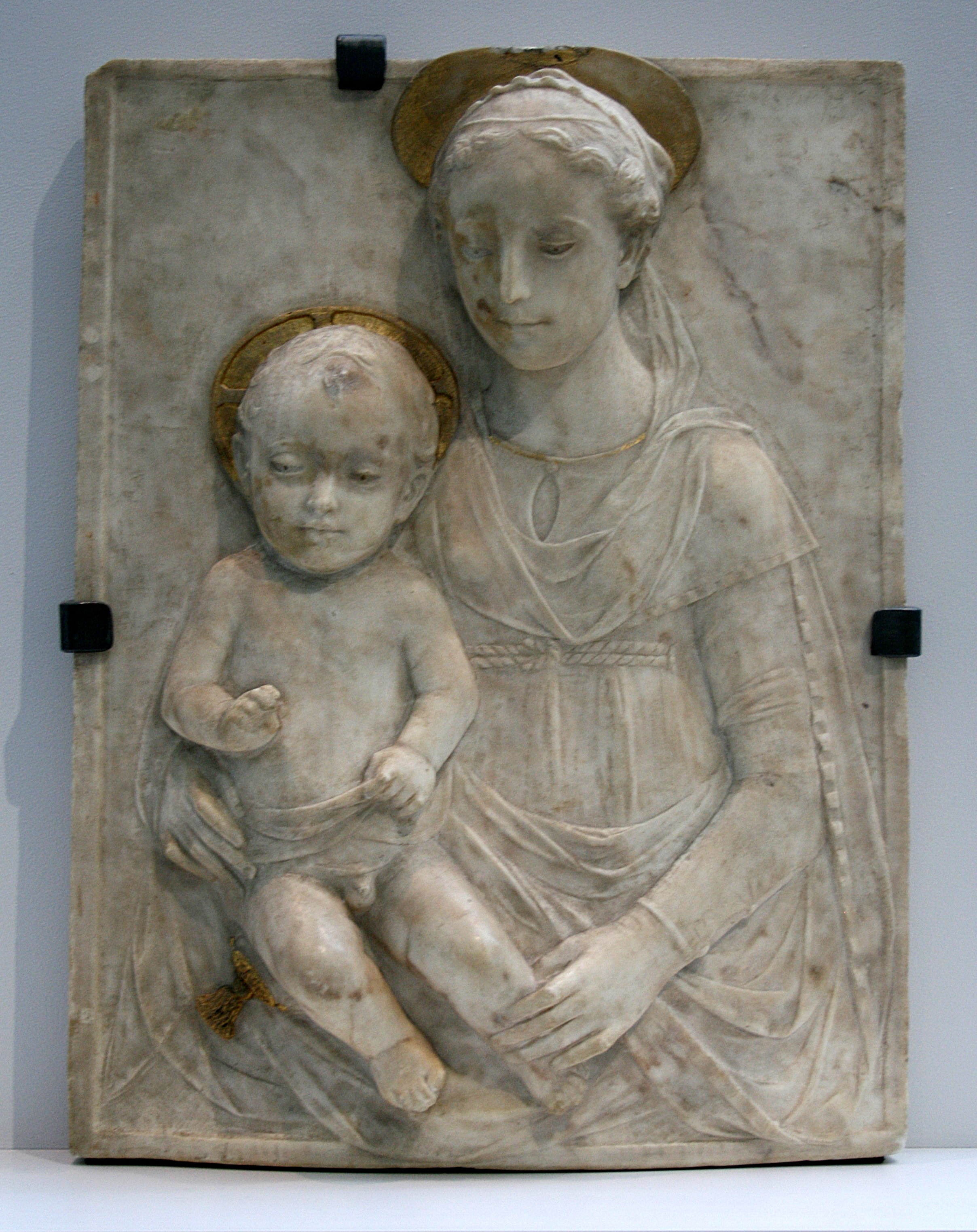
Madonna col Bambino Louvre